# Carlia gracilis
Carlia gracilis (райдужний сцинк стрункий) — вид сцинкоподібних ящірок родини сцинкових (Scincidae). Ендемік Австралії.

## Поширення і екологія
Стрункі райдужні сцинки мешкають на крайній півночі Західної Австралії, в регіоні Кімберлі, на схід від плато Мітчелл, а також у Північній Території, на заході Арнемленду. Вони живуть в рідколіссях і садах на берегах річок, серед опалого листя.